# Orthoperus anxius
Orthoperus anxius là một loài bọ cánh cứng trong họ Corylophidae. Loài này được Mulsant & Rey miêu tả khoa học đầu tiên năm 1861.